# Петър Драгулев
Петър Диков Драгулев е български юрист, общественик и журналист, борец за освобождението на Тракия и Македония.

## Биография
Роден е на 22 март 1859 година в Малко Търново във видно възрожденско семейство. Съгласно Берлинския договор родният му град остава в пределите на Османската империя. Затова той се установява Търново, като впоследствие завършва право в София. След това работи като съдебен пристав в Белоградчик, мирови съдия в Русе, Попово, Разград и Шумен. В 1882 година издава вестник „Българска Македония“, а през 1892-1893 г. в Разград - прогресивно-либералния вестник "Белий Лом".
В Шумен до 12 юни 1894 година е член на Шуменския окръжен съд, а след това се отдава на адвокатска практика. В края на 1894 – началото на 1895 година Драгулев участва в основаването на македонско дружество в Шумен и става председател на настоятелството му до март 1896 година. През март 1895 година е делегат на Първия македонски конгрес, на който е основана Македонската организация и е избран за подпредседател на бюрото на конгреса. По-късно през 1895 година издава в Шумен вестник „Македонски новини“. През пролетта на 1896 година влиза в конфликт с Върховния комитет, тъй като самоволно, нарушавайки „Статутите“ на организацията, праща телеграма до министър-председателя Константин Стоилов, с която от името на шуменското дружество се застъпва за един младотурски емигрант, екстрадиран от българските власти. Драгулев е освободен от поста и се прехвърля във Варна.
Във Варна Петър Драгулев членува в Прогресивнолибералната партия и се отдава на активна обществено-политическа и журналистическа дейност и започва организирането на тракийска сепаратистка емигрантска организация. Сред основните му съмишленици са брат му, адвокатът Никола Драгулев, бивш председател на варненското македонско дружество „Отечество“ и капитан Петко войвода.
Когато на 12 май 1896 г. дружество „Странджа“ е организирано, Петър Драгулев е избран за негов председател. Създаването на „Странджа“ е прието от Македонската организация като опит за отделяне на одринската емиграция и на 15 май 1896 година Върховният комитет пише до Драгулев, като му посочва, че неговите действия нанасят удар върху единството на общата легална организация и настоява за незабавното им прекратяване. Отрицателно е посрещнато създаването на дружеството и от по-голямата част от членовете на варненското македоно-одринско дружество. В отговор Драгулев твърди, че решението им е продиктувано от пълното игнориране на преселниците от Одринска Тракия в дружествата и във Върховния комитет.
Драгулев участва в ръководството на „Странджа“ в целия период на съществуване на дружеството до 1899 година и е директор на вестника му „Странджа“, започнал да излиза на 25 май 1896 година. През пролетта на 1898 година Драгулев пътува в Русия, за да пропагандира каузата на тракийските българи. Посещава Москва, Санкт Петербург, Киев и други градове като се среща с видни политически, военни и религиозни дейци - граф Николай Игнатиев, княз Ухтомски, граф Муравьов, генерал Комаров, професор Владимир Ламански. Целта му е намиране на материална и морална подкрепа за активизиране на дейността на дружеството, която след Четническата акция от 1897 година заглъхва.
След завръщането му от Русия в дейността на дружеството и на страниците на вестник „Странджа“ се появяват две нови идеологически тенденции – силна русофилия и антисемитизъм. Заглавия от типа на „Долу евреите!“ или „Евреите употребяват християнска кръв“ се сращат в почти всеки брой на вестника. Постепенно срещу дружеството и вестника застават всички политически сили във Варна и всички излизащи в града вестници, като център на критиките им са братя Драгулеви, които с допускането на антисемитизма на страниците на вестника си навличат
| „ | всеобщото презрение на цялата варненска общественост, независимо от нейната партийна принадлежност | “ |

Изолацията на братя Драгулеви се дължи и на самия факт на разцеплението, което те се опитват да внесат между македонци и одринци във Варна и страната. Много от техните политически съперници са активни дейци на варненското македонско дружество. През лятото на 1899 година серия от местни дружества на „Странджа“ се отцепват и се връщат в Македонската организация – бургаското, начело с Георги Кондолов и Георги Минков, харманлийското, дори във Варна Петко войвода основава ново македоно-одринско дружество „Родопи“. Драгулев развива активна дейност за да предотврати неизбежното сливане на „Странджа“ и Македонската организация, но не успява. Още в 1897 година във Варна пристига водачът на ВМОРО Гьорче Петров, среща се с Драгулев и се опитва да то убеди да прекрати сепаратистката дейност, но не успява. След отказа му Петров се среща с председателите на клоновете на дружеството и в голяма степен успява да парализира дейността им. Председателят на Върховния комитет Борис Сарафов посещава Варна на 19 септември и председателства обединителното събрание на „Странджа“ и македоно-одринското дружество, а обединението е санкционирано на Седмия македоно-одрински конгрес. След обединението Драгулев предава само печата на дружеството и чак след продължителни препирни предава архива и съмнителен финансов отчет. Въпреки това, той отказва да приеме обединението и води съдебни процеси срещу Върховния комитет.
През пролетта на 1901 година Драгулев се опитва да организиза чета, която да навлезе в Одринско. През 1902 той е кандидат за депутат от Куртбунарска околия. Ръководи антигръцкото движение в Източна България, протестира против турските кланета през 1912 г. и настоява България да обяви война на Турция. Значима е и журналистическата дейност на Петър Драгулев. Редактор и издател на варненския вестник „Търговска и промишлена защита“. Драгулев е председател на Втория конгрес на Съюза на провинциалните журналисти, провел се от 28 до 30 октомври 1925 г. в Търново.
Драгулев умира на 11 март 1929 г. във Варна.